# صالح الغوينم
صالح الغوينم لاعب كرة قدم سعودي ، يلعب في خط الوسط .
كانت بداياته مع القادسية و أعاره القادسية لأندية الاتحاد والرائد والحزم والدرعية ونادي الثقبة .
لعب في فترة مع المنتخب السعودي الأولمبي